# Sørvågen
Sørvågen är en tätort i Moskenes kommun i Nordland fylke i norra Norge. Orten ligger vid Europaväg 10, på den södra delen av ön Moskenesøya. Tätorten omfattar även kyrkbyn Moskenes i nordöst samt orten Tind i sydväst.
Sydväst om tätorten ligger byn Å, som är den västliga ändpunkten för Europaväg 10.